# Таш-Ой
Таш-Ой (Таш-Уй, Таш-Йорт; башк. Таш-өй, Таш-йорт, «кам'яний дім»), на картах Таший (рос. Ташый) — печера в Ішимбайському районі Башкортостану поблизу річки Ряузяк, на північ від гори Иласинташ і на південь масиву хребта Багарязи.
Під час повноводдя річка заливає печеру та стає можливим заплити в печеру на човні; популярна серед водних туристів.

## Характеристика
Печера карстового походження. Утворена в світло-сірих вапняках франського ярусу девона, пологого нахилу.
Довжина печери — 117 м, ширина близько 5,5 м, висота — 3,0 м, площа — 496 м², об'єм 1500 м³.
Має арочний вхід шириною 11 м, висотою 7 м. Вхід розташований над глибовим осипом в основі прямовисної скелі на висоті 30 м.
Від входу йде галерея простягання шириною 5—12 м, довжиною 28 м.
Стеля печери гладко обмита, з вертикальними каналами заввишки до 12 м. Підлога вкрита глиною, щебнем; на стінах зустрічаються кальцитові покрови.
Температура повітря влітку — 9,5°С.

## Топоніміка
Назва печери походить від башкирських слів таш — кам'яний та өй — дім, печера.
Пам'ятка природи. Оберігається державою (з 1965 року). Особливо охоронювана природна територія (ООПТ) Печера «Таш-Ой» та її околиці. Площа 100.0 га. Категорія МСОП III, IV